# Yushania wuyishanensis
Yushania wuyishanensis är en gräsart som beskrevs av Qing Fang Zheng och Ke Fu Huang. Yushania wuyishanensis ingår i släktet yushanior, och familjen gräs. Inga underarter finns listade i Catalogue of Life.